# Juan de Arckel
Juan de Arckel (1314 - † Lieja, finales de junio de 1378) fue príncipe-obispo de Utrecht entre 1342 y 1364, y príncipe-obispo del principado de Lieja de 1364 a 1378.

## Biografía
Juan pertenecía a la casa de Arckel, una vieja familia noble originaria de Arckel, un señorío del condado de Holanda. Juan era hijo del conde Juan III de Arckel y de Cunigonda de Virnebourg, su segunda esposa.
Tras la muerte de su predecesor en Utrecht, Juan III de Diest en 1340, surgió una divergencia entre el candidato del capítulo, Juan de Bronkhorst, y el del papa Benedicto XII, Nicolás Capocci. Finalmente, el conde Guillermo IV de Holanda medió y propuso a Juan de Arkel.
Su predecesor dejó el obispado de Utrecht como un protectorado del condado de Holanda, del que Juan quiso independizarse; misión en la que tuvo éxito. También arregló las finanzas del obispado, ayudado en la tarea por los ediles de la ciudad de Utrecht, que se destacó del condado de Holanda, concluyendo en un acuerdo con el obispo.
En 1364, Urbano V nombró a Juan de Arckel príncipe-obispo de Lieja. En 1366 aseguró la integración del condado de Loon en el principado. En 1373 tuvo que aceptar el fallo del tribunal de los XXII, un juzgado que permitía a los habitantes del principado de Lieja apelar contra las decisiones unilaterales de los funcionarios obispales. Esta institución ya existió brevemente durante el episcopado de Adolfo de La Marck.
Juan de Arckel falleció a finales de junio de 1378, siendo enterrado el 1 de julio.

### Citas
1. 1 2 3  Mélard, Claude (30 de enero de 2014). «Les luttes internes et le triomphe de la démocratie». La principauté de Liège Essai de chronologie (en francés). Archivado desde el original el 25 de marzo de 2014. Consultado el 7 de abril de 2014.
2. ↑  Wenzelburger, Karl Theodor (1881). «ADB:Johann IV. van Arkel». Historische Kommission bei der Bayerischen Akademie der Wissenschaften, tomo 14 (en alemán). Munich. pp. 431-432. Consultado el 7 de abril de 2014.